# Condado de Ampurias
El condado de Ampurias (en catalán, comtat d'Empúries) fue uno de los condados catalanes soberanos medievales que se extendía por lo que hoy en día constituye la comarca del Ampurdán, aunque desde mediados del siglo XI su conde rendía vasallaje al conde de Barcelona. En 1383 fue finalmente integrado en el Principado de Cataluña por el rey de Aragón y conde de Barcelona Pedro IV de Aragón. Desde el 13 de enero de 1463 es un título nobiliario, creado por el rey Alfonso V de Aragón para su hermano Enrique de Aragón. 
El nombre del condado hace referencia a la localidad de Ampurias, en la actual provincia de Gerona.

## Historia

### Origen y formación
El Condado de Ampurias apareció como resultado de las conquistas del Imperio carolingio en el nordeste de la península ibérica, formando parte de un territorio que vino a denominarse comúnmente como Marca Hispánica.
Conquistadas las regiones de Gerona en el año 785, los pagus o distritos de Perelada y Ampurias quedaron inicialmente bajo la autoridad del conde de Gerona. Las primeras noticias de la existencia de un Condado de Ampurias, que incluía también el pagus de Perelada datan del año 812 u 813 y mencionan a un primer conde llamado Ermenguer.
La creación del Condado de Ampurias se debió probablemente a una reorganización administrativa, una vez que la región se hubiera estabilizado tras la conquista carolingia. Hay que considerar que en el siglo VIII y IX, los condados catalanes estaban bajo la soberanía de los reyes francos y sus condes eran nombrados por la monarquía carolingia para la administración y defensa del territorio.
Las primeras noticias que se tienen del condado datan del 812. Este estuvo caracterizado desde sus inicios por una fuerte inclinación marinera. A pesar de que entre los siglos VII y XIII el Mediterráneo estaba bajo el dominio islámico, las escuadras ampurdanesas fueron capaces de contestar en repetidas ocasiones el dominio musulmán.

### Dominio franco (sigloIX)
El primer conde titular de Ampurias fue Ermenguer, hacia el año 813,  quien posiblemente fue un noble godo local. El hecho más notable de su gobierno fue una victoria naval contra los sarracenos cerca de las Islas Baleares.
Hacia 817, tal vez porque Ermenguer muriera, se llevó a cabo una reorganización de los condados de la Marca Hispánica, Septimanía y Aquitania. El condado de Ampurias pasó a ser administrado por Gaucelmo, un noble franco, quien ya era anteriormente Conde del Rosellón, uniendo por primera vez ambos territorios. Cuando el medio hermano de Gaucelmo, Bernardo de Septimanía, fue llamado a la corte del rey Luis el Piadoso, Gaucelmo pasó a gestionar también los condados de Barcelona, Gerona y Narbona, reuniendo gran poder bajo su figura. Sin embargo Gaucelmo se vio envuelto en la segunda guerra civil que se produjo durante el reinado de Luis el Piadoso y finalmente desposeído en 832 de todos sus territorios, los cuales fueron entregados a Berenguer de Tolosa, acérrimo enemigo de su hermano Bernardo. El gobierno de Berenguer fue sin embargo breve, ya que hacia 834 el condado aparece gobernado por dos condes que se repartieron el territorio, Suniario I gobernó Ampurias y Perelada; y Alarico:  Rosellón y el Vallespir.
El año 848, Guillermo de Septimania, hijo de Bernardo de Septimania, ocupó de nuevo el condado. Al morir Guillermo en el 850, el condado pasó a manos de diversos condes nombrados por el Emperador hasta que, en el 858, fue entregado al duque y marqués de Gotia, Hunifredo. En el año 862 el rey franco Carlos el Calvo entregó finalmente el condado a dos hermanos, Suniario II y Dela, que posiblemente eran hijos de Suniario I, quienes iniciaron una dinastía condal que gobernaría también, el Rosellón.
A partir del año 859 aproximadamente, la sede del condado dejó de ser Ampurias, que quedó destruida, parece, por las incursiones normandas

### Condado hereditario e independencia (s.X-XI)
Suniario II (862-915) y Delá (862-894) eran probablemente hijos de Suniario I, y su caso es el primero de gobierno condal plural e indiviso de las tierras catalanas.
El año 891, las naves de Ampurias emprendieron una de las expediciones más osadas contra el dominio musulmán. En la Batalla de Bayyana Una flota de quince barcos comandada por el conde Suniario II atacó la población de Pechina -cerca de la actual ciudad de Almería- desde donde los musulmanes controlaban el comercio marítimo del Mediterráneo occidental. La acción naval terminó con una tregua. 
El 895, a la muerte de Miró el Viejo, hermano de Wifredo el Velloso, Suniario II obtuvo el condado de Rosellón y rehízo, así, una unidad de gobierno que duraría casi un siglo. Suniario II es el que verdaderamente consolida el condado, que ya había absorbido el pagus de Tolón o Perelada, sobre el Fluviá, que inicialmente no tuvo entidad política propia, pero que mantuvo siempre una cierta consideración aparte. Así, los territorios de Suniario quedaron constituidos por una franja litoral que iba desde las Corbieres y la Laguna de Leucate hasta Las Gavarras. Suniario instauró una dinastía autóctona, y con esta, una etapa de prosperidad
El año 915, tras la muerte de Suniario, correinaron sus hijos Benció y Gausberto. Benció murió el 916, y Gausberto gobernó solo hasta el 931. Durante su reinado, hacia 927, se restauró o reedificó San Martín de Ampurias, situada junto a las ruinas de la antigua ciudad de Ampurias.
Su hijo y heredero Gausfredo (931-991) inició el traslado de la capital condal a Castellón de Ampurias, que no fue definitiva hasta mucho más tarde, en 1078 en tiempos de Hugo II, y favoreció al monasterio de Sant Pedro de Roda, que se convirtió en el más importante del condado. Gasufredo tuvo que mantener - como su padre y sus descendientes- una constante vigilancia ante la piratería musulmana sobre sus costas. Los musulmanes atacaron Castellón de Ampurias. La batalla fue desfavorable para los ampurdaneses: sus naves fueron incendiadas y las infraestructuras portuarias arrasadas. A partir de ese momento, la flota ampurdanesa, aunque continuó siendo una de las más poderosas, perdió buena parte de su capacidad anterior. Durante el gobierno de Gausfredo se produjo la desaparición de la dinastía carolingia en Francia. Parece que Gausfredo fue el primer conde ampurdanés en intitularse conde "por la gracia de Dios" y el primero en acuñar moneda prescindiendo del nombre del rey de Francia, dando a entender que Ampurias había quedado desvinculada a efectos prácticos de la monarquía franca. A la muerte de Gausfredo, este repartió sus dominios entre sus dos hijos, y así Ampurias volvió a quedar separada del Rosellón.
A la muerte de Gausfredo en 991, su hijo Hugo I (991-1040) heredó el condado de Ampurias (con Peralada), mientras su hermano  Guislaberto, heredaba el Rosellón. Aunque la separación de los dos condados fue definitiva, estos quedaron unidos por múltiples lazos jurídicos, de propiedad y de relaciones íntimas, lo que motivó numerosos conflictos durante los siguientes dos siglos. Ya en 1014, al morir Guislaberto, Hugo I invadió el Rosellón con la intención de reunificar la herencia de su padre. Intervinieron en favor de Rosellón Bernardo Tallaferro de Besalú, así como el Abad Oliba, y Hugo acabó firmando la paz con su sobrino Gausfredo II de Rosellón el 1020.
En 1035 el conde Hugo I vendió a su esposa, la condesa Guillema, dos importantes alodios de los términos de Castellón y de Rosas. Más tarde, la condesa cedíó estos dos alodios y otras posesiones al obispo de Gerona. De esta forma, iba creciendo la importancia del obispado dentro del condado de Ampurias, que, con el tiempo, resultaría ser fatal para la primera dinastía condal ampurdanesa. Además, con Hugo I, se inició una larga serie de disputas con la casa condal de Barcelona, que intentaba convertirse en hegemónica entre los condados catalanes.

### Bajo la órbita barcelonesa (s.XI-XIV)
El hijo de Hugo I, Ponce I (1040-1078) y su nieto Hugo II (1078-1116) propiciaron una etapa de tranquilidad y prosperidad para el condado. Ponce I inició la construcción de la iglesia de Santa María de Castellón de Ampurias que hizo consagrar, en 1064, y fue el primer conde de Ampurias en rendir vasallaje a los condes de Barcelona. Al morir, dejó Perelada a su segundo hijo, Berenguer, y la villa quedó definitivamente separada del condado. En 1078, Hugo II hizo el traslado definitivo de la capital condal a Castellón de Ampurias y fortificó la ciudad con un recinto amurallado.
El gobierno de Ponce II (1116-1154) fue poco favorable para los intereses del condado debido a los enfrentamientos que mantuvo con Ramón Berenguer III de Barcelona, los vecinos señores de Perelada y la sede episcopal de Gerona. Ponce II tuvo que humillarse ante los condes de Barcelona, a los que tuvo que renovar vasallaje en 1123 y en 1138.
Hugo IV fue un conde guerrero. Participó en la Tercera cruzada (1187-1191) antes de heredar en 1200 el condado de su padre. En 1210 Hugo IV rindió vasallaje al rey Pedro II de Aragón y tomó parte a sus órdenes en la batalla de las Navas de Tolosa (1212) y tal vez, en la de Muret (1213). Tras la muerte del rey de Aragón y la derrota occitano-aragonesa en esta batalla, Hugo IV acogió en su condado a numerosos refugiados cátaros, lo que le valió ser excomulgado por el Papa. En 1229 se embarcó en la Conquista de Mallorca, al frente de un gran número de ampurdaneses. Murió en 1230 víctima de la peste. Muchos de sus súbditos se quedaron en la isla para repoblarla 
Su hijo, Ponce IV (1230-1269) participó a su vez en la Conquista de Valencia

### El fin de la dinastía de Ampurias
El último conde de la dinastía, Ponce VI de Ampurias (1313-1322), murió en el año 1322 sin dejar descendencia masculina. Tuvo una hija póstuma, pero la herencia recayó en una rama lateral representada por Hugo VI de la Casa de Cardona, quien era nieto del conde Ponce IV por parte materna. 
Hugo VI (1322-1325) es considerado el último conde independiente de Ampurias. Su condado era ambicionado también por algunos de los hijos menores del rey Jaime II de Aragón, así que para contentarlos Hugo VI negoció y aceptó una permuta de títulos y territorios con la Casa Real de Aragón. 
En 1325 Hugo VI cambió con el infante Pedro de Aragón , quien había sido elevado ya por aquel entonces por su padre a Conde de Ribagorza, el condado de Ampurias por varios territorios ubicados en el Reino de Valencia;  la jurisdicción del Castillo de Aixa, que comprendía los actuales municipios de Alcalalí, Jalón y Llíber; así como la Baronía y Castillo de Pego.
Desde 1325 el Condado de Ampurias quedó por tanto ligado a la Casa Real de Aragón como una segundogenitura de la Casa Real y deja de considerarse una entidad independiente. Los contratos de permuta negociados en 1324 y posteriormente en 1341 establecieron que en caso de extinguirse la línea masculina directa de descendencia el condado revertería a la Corona de Aragón.
El Infante Pedro, Pedro I de Ampurias (1325-1341) permutó a su vez en 1341 Ampurias por el Condado de Prades, que poseía su hermano menor Ramón Berenguer I (1341-1364). 
En 1364 Ramón Berenguer I cedió a su hijo Juan I el título de Conde de Ampurias y se retiró de la vida pública. Juan I finalizó las obras de la Catedral de Castellón de Ampurias e intentó, sin éxito, restablecer el Obispado de Ampurias. Juan I mantuvo unas relaciones tensas con su primo y suegro, el rey Pedro IV de Aragón.  En el 1381, Juan I de Ampurias se rebeló contra su suegro, el rey Pedro IV de Aragón, tras lo cual tuvo que capitular el condado. En el 1386 el condado se unió a la corona, aunque le fue retornado en el 1387. Al morir sus hijos sin descendencia, en virtud de la cláusula del acuerdo de 1324 (cuando se negociaba la permuta con Hugo de Cardona) y el contrato de permuta de 1341, que preveían que, en caso de extinción de la línea directa, el condado pasaría a la corona este volvió a la misma en el 1402. 
El título de condesa le fue concedido a María de Luna, cargo que ostentó desde 1402 a 1407. En el 1409, el rey empeñó el condado a la Diputación del General y a la ciudad de Barcelona. El título fue concedido por Alfonso V el Magnánimo a su hermano Enrique, que murió en 1455. Al año siguiente, la ciudad de Barcelona renunció a sus derechos y el rey cedió el condado a su sobrino, Enrique de Aragón y Pimentel en 1457, conocido como el infante Fortuna, primer duque de Segorbe.
Fiel al rey, Enrique perdió el condado durante la guerra que le enfrentó con Juan II de Aragón, del 1472 al 1474 aunque posteriormente lo recuperó. Enrique murió en el 1522 y el condado pasó a su hijo, Alfonso de Aragón y Portugal, casado con Juana, la heredera de los Cardona. Posteriormente pasó a manos de su hijo, Francisco de Aragón y Cardona, que murió sin descendencia en el 1572 por lo que pasó a manos de Juana, esposa de Diego Fernández de Córdoba, marqués de Comares. De este linaje pasó a los duques de Medinaceli que todavía conservan el título.
En 1351 el rey Pedro el Ceremonioso, al nombrar a su heredero, le otorgó el título de Duque de Gerona, elevando este condado a la categoría de ducado, el cual comprendía territorios de los condados de Gerona y parte de los de Ampurias que, junto con los de Besalú y Osona formarían parte, a partir de ese momento, del ducado de Gerona, que proviene, por tanto, de la Corona de Aragón.

## Condes de Ampurias
|         | Titular                                                                              | Periodo               |
| ------- | ------------------------------------------------------------------------------------ | --------------------- |
| i       | Ermenguer                                                                            | 813-817               |
| ii      | Gaucelmo                                                                             | 817-832               |
| iii     | Berenguer de Tolosa                                                                  | 832-834               |
| iv      | Suniario I                                                                           | 834-848               |
| v       | Guillermo de Septimania                                                              | 848-849               |
| vi      | Alerán                                                                               | 849-852               |
| vii     | Odalrico                                                                             | 852-858               |
| viii    | Hunifredo                                                                            | 858-862               |
| ix      | Suniario II                                                                          | 862-915               |
| x       | Gausberto con Benció (915-916)                                                       | 915-931               |
| xi      | Gausfredo                                                                            | 931-991               |
| xii     | Hugo I                                                                               | 991-1040              |
| xiii    | Ponce I                                                                              | 1040-1078             |
| xiv     | Hugo II                                                                              | 1078-1116             |
| xv      | Ponce II                                                                             | 1116-1154             |
| xvi     | Hugo III                                                                             | 1154-1173             |
| xvii    | Ponce III                                                                            | 1173-1200             |
| xviii   | Hugo IV                                                                              | 1200-1230             |
| xix     | Ponce IV                                                                             | 1230-1269             |
| xx      | Hugo V                                                                               | 1269-1277             |
| xxi     | Ponce V                                                                              | 1277-1313             |
| xxii    | Ponce VI                                                                             | 1313-1322             |
| xxiii   | Hugo VI                                                                              | 1322-1325             |
| xxiv    | Pedro I                                                                              | 1325-1341             |
| xxv     | Ramón Berenguer I                                                                    | 1341-1364             |
| xxvi    | Juan I de Ampurias / Pedro II, por incorporación a la Corona de Aragón               | 1364-1385 / 1386-1387 |
| xxvii   | Juan II de Ampurias, por muerte del monarca y restablecimiento del condado al linaje | 1387-1401             |
| xxviii  | Pedro III de Ampurias                                                                | 1401-ca.1402          |
| xxix    | Martín I de Aragón, por extinción del linaje se reincorporó a la Corona aragonesa    | ca.1402-1410          |
| xxx     | Fernando I de Aragón                                                                 | 1412-1416             |
| xxxi    | Alfonso V de Aragón                                                                  | 1416-1436             |
| xxxii   | Enrique de Aragón                                                                    | 1436-1445             |
| xxxiii  | Enrique de Aragón y Pimentel                                                         | 1445-1522             |
| xxxiv   | Alfonso de Aragón y Portugal                                                         | 1522-1562             |
| xxxv    | Francisco de Aragón y Folch de Cardona                                               | 1562-1575             |
| xxxvi   | Juana de Aragón y Folch de Cardona                                                   | 1575-1588             |
| xxxvii  | Enrique de Aragón y Enríquez de Cabrera                                              | 1588-1608             |
| xxxviii | Luis de Aragón y Fernández de Córdoba                                                | 1608-1632             |
| xxxix   | Enrique de Aragón y Sandoval                                                         | 1632-1640             |
| xl      | Joaquín de Aragón y Benavides                                                        | 1667-1670             |
| xli     | Catalina de Aragón y Sandoval                                                        | 1670-1697             |
| xlii    | Luis Francisco de la Cerda y Aragón                                                  | 1697-1711             |
| xliii   | Nicolás Fernández de Córdoba y de la Cerda                                           | 1711-1739             |
| xliv    | Luis Fernández de Córdoba y Spínola                                                  | 1739-1768             |
| xlv     | Pedro de Alcántara Fernández de Córdoba y Moncada                                    | 1768-1789             |
| xlvi    | Luis Fernández de Córdoba y Gonzaga                                                  | 1789-1806             |
| xlvii   | Luis Fernández de Córdoba y Benavides                                                | 1806-1840             |
| xlviii  | Luis Fernández de Córdoba y Ponce de León                                            | 1840-1873             |
| xlix    | Luis Fernández de Córdoba y Pérez de Barradas                                        | 1873-1879             |
| l       | Luis Fernández de Córdoba y Salabert                                                 | 1880-1956             |
| li      | Victoria Eugenia Fernández de Córdoba y Fernández de Henestrosa                      | 1956-1987             |
| lii     | Ignacio Medina y Fernández de Córdoba                                                | 1987-2006             |
| liii    | Sol María de la Blanca de Medina y Orleans-Braganza                                  | actual titular        |

## Escudo de armas
El escudo de armas del condado de Ampurias se describe, según la terminología precisa de la heráldica, por el siguiente blasón:

Fajado de oro y gules. Al timbre, corona de conde.